# Vallelonga
Vallelonga ist eine italienische Gemeinde in der Provinz Vibo Valentia in Kalabrien mit 793 Einwohnern (Stand 31. Dezember 2023).

## Lage und Daten
Vallelonga liegt 28 km östlich von Vibo Valentia an der tyrrhenischen Seite der Serre. Die Nachbargemeinden sind Filogaso, San Nicola da Crissa, Simbario, Torre di Ruggiero (CZ) und Vazzano.

## Sehenswürdigkeiten
Im Ort steht die Wallfahrtskirche Madonna del Monserrato. Die Kirche ist ein beliebtes Wallfahrtsziel besonders am zweiten Sonntag im Juli, dem Marienfest. Der Ursprung der Kirche ist unbekannt. Mindestens seit 1550 besteht die heutige Kirche. Sie wurde im Laufe der Zeit mehrmals erneuert. Die Fassade ist ein Barockportal und dreifach gegliedert.